# Premio Fryderyk
El Premio Fryderyk es el premio anual de la música polaca. Su nombre hace referencia a la variante de la ortografía original en idioma polaco del compositor Frédéric Chopin. Su situación en la opinión pública polaca se puede comparar con el Grammy de los Estados Unidos o el Brit Awards en el Reino Unido; fue creada oficialmente en 1994 y se presentó por primera vez en 1995, el premio fue otorgado inicialmente por la Sociedad Polaca de la Industria Fonográfica (en polaco: Zwiazek Producentów Audio-Video, ZPAV) y desde 1999, los nominados y los ganadores han sido seleccionados por un organismo llamado Academia Fonográfica (Akademia Fonograficzna), que del momento se compone de cerca de mil artistas, periodistas y profesionales de la industria de la música. El voto es anónimo y se lleva a cabo en dos rondas: en la primera ronda, todos los miembros de la Academia puede nominar a cinco artistas en cada categoría, en la segunda ronda, los miembros pueden votar por un candidato en cada categoría de los candidatos más exitosos establecidos en la primera ronda. Cabe añadirse que la estatuilla Fryderyk es una reminiscencia de los Premios Óscar, pero con alas, los brazos estirados hacia atrás, y con los auriculares. La estatuilla fue diseñada y creada por Dorota Dziekiewicz-Pilich.

## Categorías
Las categorías de los Premios Fryderyk, han sido constantemente ampliado y modificado desde su creación en 1994. Hay tres secciones principales -la música popular, música clásica y jazz. Las categorías en premiación son:

### Música popular
- Mejor producción musical
- Mejor diseño de un álbum
- Compositor del año
- Autor del año
- Mejor álbum extranjero
- Álbum del año - Folk/World music
- Álbum del año - Sung Poetry
- Álbum del año - Rock
- Álbum del año - Blues
- Álbum del año - Heavy metal
- Álbum del año - Música electrónica
- Álbum del año - Hip hop/R&B
- Álbum del año - Rock alternativo
- Álbum del año - Pop
- Grupo del año
- Vocalista femenina del año
- Vocalista masculino del año
- Video del año
- Canción del año

### Jazz
- Mejor álbum de Jazz
- Mejor álbum debut de Jazz
- Merjo intérprete de Jazz